# Liste der Baudenkmäler in Haimhausen

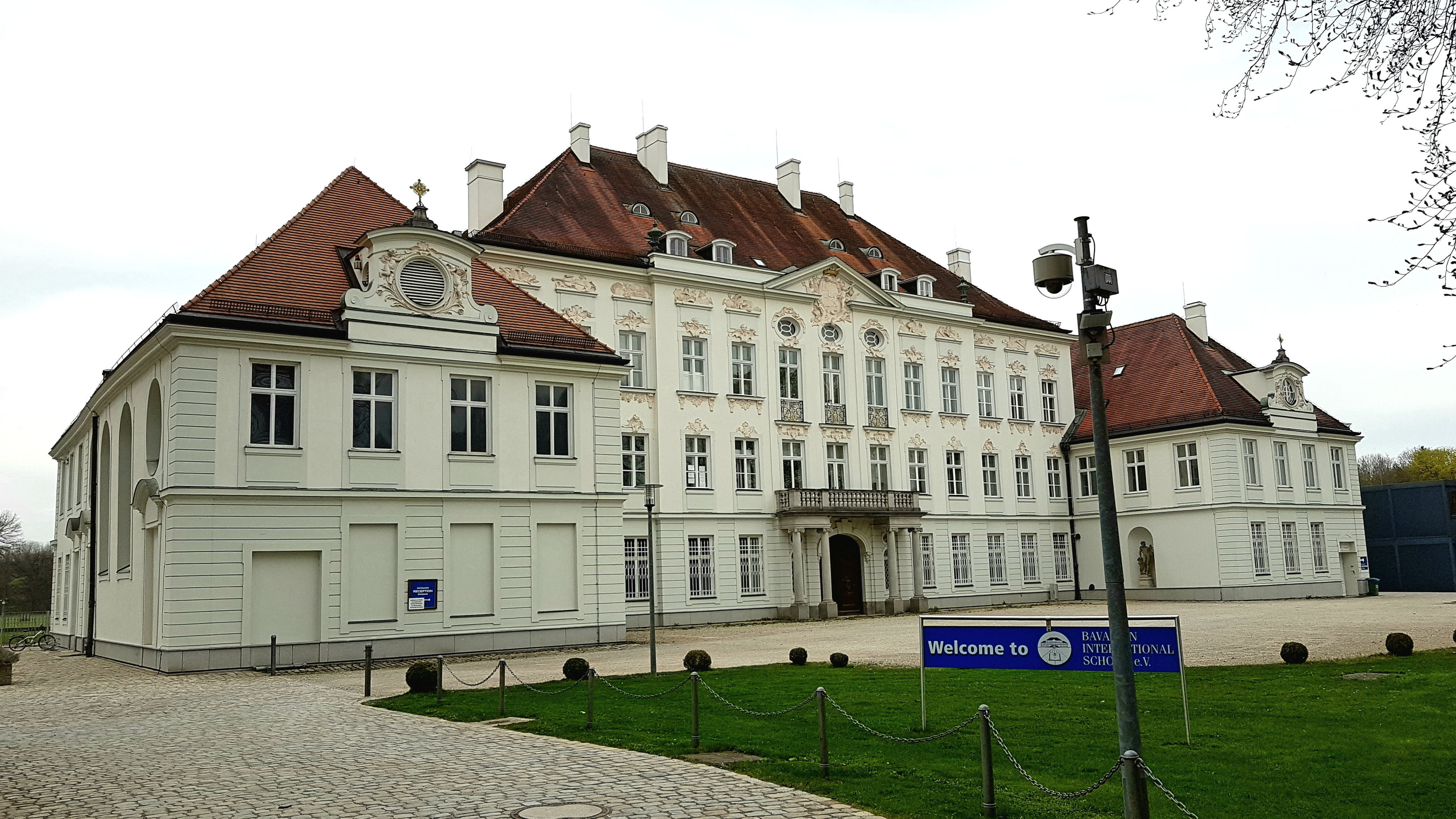
Schloss Haimhausen

Auf dieser Seite sind die Baudenkmäler in der oberbayerischen Gemeinde Haimhausen zusammengestellt. Diese Tabelle ist eine Teilliste der Liste der Baudenkmäler in Bayern. Grundlage ist die Bayerische Denkmalliste, die auf Basis des Bayerischen Denkmalschutzgesetzes vom 1. Oktober 1973 erstmals erstellt wurde und seither durch das Bayerische Landesamt für Denkmalpflege geführt wird. Die folgenden Angaben ersetzen nicht die rechtsverbindliche Auskunft der Denkmalschutzbehörde.

## Baudenkmäler nach Ortsteilen

### Haimhausen
| Lage                                                  | Objekt                                                                                         | Beschreibung | Akten-Nr.              | Bild                                                                        |
| ----------------------------------------------------- | ---------------------------------------------------------------------------------------------- | --- | ---------------------- | --------------------------------------------------------------------------- |
| Bründlbreite (Standort)                               | Katholische Bründlkapelle zu Unserer Lieben Frau                                               | einschiffig mit eingezogenem Vorjoch und Rechteckchor, Giebelreiter, 1734 erbaut | D-1-74-121-1 Wikidata  | weitere Bilder                                                              |
| Dorfstraße 24 (Standort)                              | Ehemals Bauernhaus                                                                             | zweigeschossiger Traufseitbau mit erneuerter Bemalung, Mitte 19. Jahrhundert; geschnitzte Füllungstür | D-1-74-121-3 Wikidata  | Ehemals Bauernhaus                                                          |
| Dorfstraße 30 a (Standort)                            | Sog. Meierhaus, ehemals zum Schloss gehöriges Gebäude des Ökonomiehofs, seit 1874/75 Brennerei | erdgeschossiger Walmdachbau mit querovalen Blenden und Stützpfeiler an der Südwestecke, im Kern 1. Hälfte 18. Jahrhundert, Dachwerk 1934 erneuert | D-1-74-121-5 Wikidata  | BW                                                                          |
| Dorfstraße 34 a, 34 b, 34 c (Standort)                | Sog. Luxusstall, ehemals zum Schloss gehörige Pferdestallung mit Wohnräumen                    | zweigeschossiger, lisenengegliederter Satteldachbau mit schopfwalmgedeckten Seitenflügeln, 1898 weitgehend neu errichtet | D-1-74-121-26 Wikidata | Sog. Luxusstall, ehemals zum Schloss gehörige Pferdestallung mit Wohnräumen |
| Dorfstraße 36 (Standort)                              | Brauerei                                                                                       | wuchtiger, dreigeschossiger Bau mit Mansardwalmdach, die turmartige Erweiterung in der Mitte der Nordseite mit Treppengiebel, im Kern 18. Jahrhundert, im 19. Jahrhundert und 1922 nach Brand umgebaut                                                                           | D-1-74-121-27 Wikidata | Brauerei                                                                    |
| Hauptstraße 1, Dachauer Straße 2, Mühlbach (Standort) | Schloss                                                                                        | bedeutender Rokokobau mit kurzen Seitenflügeln, 1747 ff. von François Cuvilliés und Leonhard Matthäus Gießl, Freitreppe um 1895; ausgedehnter Landschaftsgarten mit Brücke, Schlosseinfahrt und Einfriedung an der Südseite, 1893 ff.                                            | D-1-74-121-6 Wikidata  | weitere Bilder                                                              |
| Hauptstraße 1 a, 1 b, 1 c, 1 d (Standort)             | Sog. Kavaliershaus, ehemals zum Schloss gehöriges Jäger- und Verwalterhaus                     | langgestreckter, ursprünglich durchgehend erdgeschossiger Walmdachbau mit Betonung des Mittelabschnitts durch einen klassizistischen Dreiecksgiebel an der Nordseite, 1807 errichtet, der westliche Teil 1877 um ein Geschoss erhöht                                             | D-1-74-121-4 Wikidata  | Sog. Kavaliershaus, ehemals zum Schloss gehöriges Jäger- und Verwalterhaus  |
| Hauptstraße 3 (Standort)                              | Loretokapelle, sog. Klausen- oder Butzküahkapelle                                              | achtseitiger Zentralbau mit Dachreiter, um 1695; südlich anschließend ehemalige Klause, erdgeschossig mit Schopfwalmdach, gleichzeitig, um 1860 zur Gaststätte umgebaut | D-1-74-121-7           | Loretokapelle, sog. Klausen- oder Butzküahkapelle                           |
| Lohweg 11; Weiherstraße 9 (Standort)                  | Villa                                                                                          | zweigeschossiger Bau mit Walmdach, Erkerturm, Zwerchgiebel und Veranden, um 1895 von dem Maler Bernhard Buttersack errichtet; zugehöriges ehemaliges Ateliergebäude, erdgeschossig mit Satteldach, 1926 erbaut, später verändert                                                 | D-1-74-121-19 Wikidata | Villa                                                                       |
| Nähe Hauptstraße (Standort)                           | Kriegerdenkmal                                                                                 | Sandstein-Obelisk, 1884 | D-1-74-121-8 Wikidata  | Kriegerdenkmal                                                              |
| Pfarrstraße 1 (Standort)                              | Katholische Pfarrkirche Sankt Nikolaus                                                         | Saalbau mit eingezogenem, dreiseitig geschlossenem Chor, im südlichen Winkel Turm mit geschwungener Haube, Chor und Turm spätgotisch, Langhaus 1698 ff. errichtet und im 19. Jahrhundert nach Westen verlängert; mit Ausstattung; Gruft der Grafen von Butler, 1841/42 eingebaut | D-1-74-121-9           | weitere Bilder                                                              |
| Pfarrstraße 4 (Standort)                              | Pfarrhaus                                                                                      | zweigeschossig mit Satteldach und Rauputzgliederung, 1799 | D-1-74-121-10 Wikidata | Pfarrhaus                                                                   |

### Amperpettenbach
| Lage                   | Objekt                                | Beschreibung | Akten-Nr.              | Bild           |
| ---------------------- | ------------------------------------- | --- | ---------------------- | -------------- |
| Kirchberg 4 (Standort) | Katholische Filialkirche Sankt Martin | einschiffig mit nicht eingezogenem, fünfseitig geschlossenem Chor und Südturm, Langhaus im Kern romanisch (13. Jahrhundert?), Chor und Turmunterbau frühes 16. Jahrhundert, Oktogon mit Zwiebelhaube 1677; mit Ausstattung | D-1-74-121-11 Wikidata | weitere Bilder |

### Hörgenbach
| Lage                    | Objekt     | Beschreibung                                                    | Akten-Nr.              | Bild       |
| ----------------------- | ---------- | --------------------------------------------------------------- | ---------------------- | ---------- |
| Hörgenbach 1 (Standort) | Hofkapelle | einschiffig mit eingezogener Apsis, um 1820/30; mit Ausstattung | D-1-74-121-12 Wikidata | Hofkapelle |

### Inhausen
| Lage                  | Objekt                                     | Beschreibung | Akten-Nr.              | Bild           |
| --------------------- | ------------------------------------------ | --- | ---------------------- | -------------- |
| Inhausen 2 (Standort) | Katholische Filialkirche Mariä Himmelfahrt | Saalbau mit eingezogenem, dreiseitig geschlossenem Chor, Westturm mit Spitzhelm zwischen Dreiecksgiebeln, Mitte des 15. Jahrhunderts errichtet, um 1660 und 1761 umgestaltet; mit Ausstattung; südwestlicher Teil der Friedhofsmauer, 17./18. Jahrhundert | D-1-74-121-13 Wikidata | weitere Bilder |

### Oberndorf
| Lage                                            | Objekt                            | Beschreibung                                                                                      | Akten-Nr.              | Bild                              |
| ----------------------------------------------- | --------------------------------- | ------------------------------------------------------------------------------------------------- | ---------------------- | --------------------------------- |
| Alte Dorfstraße 3; Alte Dorfstraße 5 (Standort) | Langgestreckter Stadel            | mit Rauputzverzierungen und Satteldach, 1903 von Bartlmä Lärn errichtet; zum sog. Gorihof gehörig | D-1-74-121-15 Wikidata | Langgestreckter Stadel            |
| Kapellenweg 2 (Standort)                        | Katholische Kapelle Sankt Andreas | einschiffig mit fünfseitigem Schluss und Dachreiter, Ende 19. Jahrhundert; mit Ausstattung        | D-1-74-121-14 Wikidata | Katholische Kapelle Sankt Andreas |

### Ottershausen
| Lage                                                       | Objekt                                           | Beschreibung | Akten-Nr.              | Bild                             |
| ---------------------------------------------------------- | ------------------------------------------------ | --- | ---------------------- | -------------------------------- |
| Dachauer Straße 4 (Standort)                               | Ehemals Schulhaus                                | zweigeschossig mit Walmdach, erdgeschossiger Anbau mit Satteldach, um 1850/60                                                                                                  | D-1-74-121-18 Wikidata | Ehemals Schulhaus                |
| Dachauer Straße 73 (Standort)                              | Ehemals Schlössl                                 | zweigeschossiger Walmdachbau mit Giebelrisalit, 2. Hälfte 19. Jahrhundert, nach 1921 von dem Maler Adolf Schinnerer umgestaltet                                                | D-1-74-121-20 Wikidata | BW                               |
| Dachauer Straße 89 (Standort)                              | Katholische Filialkirche Sankt Jakob und Stephan | Saalbau mit eingezogenem, fünfseitig geschlossenem Chor, darüber Turm mit Spitzhelm, Chor um 1488(?), Langhaus Mitte 17. Jahrhundert; mit Ausstattung; Friedhof mit Ummauerung | D-1-74-121-16 Wikidata | weitere Bilder                   |
| Im Hochstraßenfeld, an der Straße nach Inhausen (Standort) | Mausoleum der Familie von Haniel                 | kreuzförmiger Zentralbau mit Kuppelhaube, 1904/05 nach Plänen von Max Schultze in Neurenaissanceformen errichtet; an der Straße nach Inhausen                                  | D-1-74-121-17 Wikidata | Mausoleum der Familie von Haniel |

### Westerndorf
| Lage                      | Objekt                                        | Beschreibung | Akten-Nr.              | Bild           |
| ------------------------- | --------------------------------------------- | --- | ---------------------- | -------------- |
| Westerndorf 8 (Standort)  | Bauernhaus                                    | zweigeschossig mit Schweifgiebel, um 1699 errichtet, 1828 verändert; Stüberlvorbau wohl gleichzeitig                                                                                          | D-1-74-121-25 Wikidata | Bauernhaus     |
| Westerndorf 10 (Standort) | Katholische Filialkirche Sankt Peter und Paul | Saalbau mit eingezogenem, fünfseitig geschlossenem Chor, im nördlichen Winkel Turm mit Zinnengiebeln, Chor und Turm spätgotisch, Langhaus im frühen 18. Jahrhundert erneuert; mit Ausstattung | D-1-74-121-22 Wikidata | weitere Bilder |

## Ehemalige Baudenkmäler
In diesem Abschnitt sind Objekte aufgeführt, die früher einmal in der Denkmalliste eingetragen waren, jetzt aber nicht mehr. Objekte, die in anderem Zusammenhang also z. B. als Teil eines Baudenkmals weiter eingetragen sind, sollen hier nicht aufgeführt werden. Aktennummern in diesem Abschnitt sind ehemalige, jetzt nicht mehr gültige Aktennummern.

| Lage                                       | Objekt            | Beschreibung | Akten-Nr.              | Bild              |
| ------------------------------------------ | ----------------- | --- | ---------------------- | ----------------- |
| Haimhausen Dorfstraße 5 (Standort)         | Ehemals Schulhaus | erdgeschossiger Satteldachbau, 1788 errichtet, angebaut zwei zweigeschossige Zwerchhäuser mit Flachsatteldächern, 3. Viertel 19. Jahrhundert | D-1-74-121-2 Wikidata  | Ehemals Schulhaus |
| Ottershausen Dachauer Straße 83 (Standort) | Wohnhaus          | mit Walmdach, um 1800 | D-1-74-121-21 Wikidata | Wohnhaus          |